# دولت سراسری فلسطین

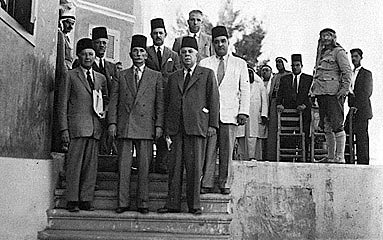
دولت سراسری فلسطین (حدود ۱۹۵۰)

دولت سراسری فلسطین (عربی: حکومة عموم فلسطین‎) در ۲۲ سپتامبر ۱۹۴۸، در جریان جنگ ۱۹۴۸ اعراب و اسرائیل، برای اداره قلمرو تحت کنترل مصر در غزه تأسیس شد، که مصر در همان روز آن را به عنوان «سرزمین تحت‌الحمایه فلسطین» اعلام کرده بود. این امر توسط اتحادیه عرب تأیید شد و توسط شش عضو از هفت عضو آن زمان اتحادیه عرب به رسمیت شناخته شد، به استثنای اردن. اگرچه این سازمان مدعی صلاحیت قضایی بر کل فلسطینِ تحت قیمومیت سابق بود، اما صلاحیت قضایی مؤثر آن محدود به منطقه تحت الحمایه فلسطین بود که بعدها نوار غزه نامیده شد. رئیس منطقه تحت الحمایه حاج امین الحسینی، رئیس سابق کمیته عالی عرب، و نخست‌وزیر احمد حلمی عبدالباقی بود. نهاد قانونگذاری، شورای ملی سراسری فلسطین بود.
اندکی پس از آن، در ماه اکتبر، ملک عبدالله اول، پادشاه اردن، اقداماتی را برای الحاق بخش‌هایی از فلسطین که ارتش او و سایر نیروهای عرب در طول جنگ ۱۹۴۸ اعراب و اسرائیل تصرف و در اختیار داشتند، آغاز کرد. سپس، در ۱ دسامبر ۱۹۴۸، کنفرانس جریکو او را «پادشاه فلسطین عرب» نامید. کنگره خواستار اتحاد فلسطین عربی و ماوراء اردن شد و عبدالله قصد خود را برای الحاق کرانه باختری اعلام کرد. دیگر کشورهای عضو اتحادیه عرب با طرح عبدالله مخالفت کردند.
در ابتدا، دولت سراسری فلسطین در غزه مستقر بود، اما پس از حمله اسرائیل در دسامبر ۱۹۴۸ به قاهره منتقل شد و هرگز اجازه بازگشت به غزه را نیافت، اگرچه نوار غزه در طول جنگ تحت کنترل مصر باقی ماند. اهمیت دولت سراسری فلسطین به تدریج، به ویژه پس از انتقال به قاهره، کاهش یافت. به موازات انقلاب ۱۹۵۲ مصر، اقتدار دولت بیشتر تنزل یافت و توسط اتحادیه عرب تحت نظارت رسمی مصر قرار گرفت. در سال ۱۹۵۳، دولت سراسری فلسطین، به جز سمت نخست‌وزیری، رسماً منحل شد و حلمی به نمایندگی از تحت‌الحمایه سراسری فلسطین در جلسات اتحادیه عرب شرکت می‌کرد. در سال ۱۹۵۹، منطقه اسمی تماماً فلسطینی به صورت دوژور در جمهوری متحد عربی ادغام شد و تحت مدیریت رسمی نظامی مصر قرار گرفت که مدیران نظامی مصری را در غزه منصوب می‌کرد.
دولت سراسری فلسطین از نظر برخی اولین تلاش برای تأسیس یک کشور مستقل فلسطینی است. با این حال، تحت حمایت رسمی مصر بود، و هیچ نقش اجرایی نداشت. دولت عمدتاً اهمیت سیاسی و نمادین داشت. اعتبار دولت سراسری فلسطین به عنوان یک حکومت مستقل دارای حسن نیت توسط بسیاری مورد تردید قرار گرفت، عمدتاً به دلیل اتکای مؤثر این دولت نه تنها به حمایت نظامی مصر، بلکه به قدرت سیاسی و اقتصادی مصر نیز. با این حال، مصر، چه به صورت رسمی و چه غیررسمی، از هرگونه ادعای ارضی نسبت به خاک فلسطین صرف نظر کرد (برخلاف دولت اردن که الحاق کرانه باختری را اعلام کرد).

## پیشینه

### حکومت بریتانیا
در جریان لشکرکشی سینا و فلسطین در جنگ جهانی اول، نیروهای بریتانیایی فلسطین را از امپراتوری عثمانی تصرف کردند. پیش از جنگ، مرزهای دقیق این منطقه هرگز توسط مقامات عثمانی به روشنی تعریف نشده بود. پس از پایان درگیری در سال ۱۹۱۸، دولت بریتانیا در کنفرانس سن رمو در سال ۱۹۲۰، از جامعه ملل قیمومیت فلسطین را دریافت کرد و متعاقباً منطقه را به فلسطین تحت قیمومیت و امارت ماوراء اردن تقسیم کرد. طبق مفاد قیمومیت، قرار بود هر دو منطقه تا زمان استقلال نهایی، توسط بریتانیا و به نمایندگی از جامعه ملل اداره شوند.
جمعیت عرب فلسطین با اهداف تعیین‌شده در قیمومیت مخالفت کردند و ناآرامی‌های مدنی در طول دوره قیمومیت ادامه یافت. تلاش‌های مختلفی برای آشتی دادن جامعه عرب با جمعیت رو به رشد یهودیان انجام شد، اما موفقیتی حاصل نشد. چندین طرح تقسیم‌بندی پیشنهاد شد. سازمان ملل متحد طرح تقسیم ۱۹۴۷ را پیشنهاد کرد که در آن پیشنهاد شده بود منطقه غزه بخشی از یک کشور جدید عربی فلسطینی شود. کشورهای عربی طرح تقسیم سازمان ملل را که آغاز جنگ داخلی ۱۹۴۷–۱۹۴۸ در فلسطین تحت قیمومیت بود، رد کردند. ارنست بوین، که در آن زمان وزیر امور خارجه بریتانیا بود، در مورد طرح تقسیم اظهار داشت که «پیشنهاد اکثریت چنان آشکارا نسبت به اعراب ناعادلانه است که به گفته سر الکساندر کادوگان، «به سختی می‌توان فهمید که چگونه می‌توانیم آن را با وجدان خود وفق دهیم.» ماوراء اردن در بیشتر دوره قیمومیت به عنوان یک دولت مستقل شناخته شده بود، اما رسماً توسط بریتانیا در پیمان ۱۹۴۶ لندن به عنوان یک کشور مستقل شناخته شد. برخی از کشورها همچنان به وضعیت استقلال آن اعتراض داشتند.

### پایان دوره مأموریت
با اعلام بریتانیا مبنی بر خروج یکجانبه از فلسطین تا ۱۵ مه ۱۹۴۸، گروه‌های مختلف در منطقه مانورهایی را برای تضمین مواضع و اهداف خود در خلأ قدرت ناشی از پایان کنترل بریتانیا آغاز کردند. هدف کشورهای عربی اطراف برای تصرف کل فلسطین در ۱۲ آوریل ۱۹۴۸، زمانی که اتحادیه عرب اعلام کرد، مشخص شد:
ارتش‌های عرب برای نجات فلسطین وارد آن خواهند شد. اعلیحضرت (ملک فاروق، نماینده اتحادیه) مایلند به روشنی تفهیم کنند که چنین اقداماتی باید موقت و عاری از هرگونه جنبه اشغال یا تقسیم فلسطین تلقی شوند و پس از تکمیل آزادسازی آن، آن کشور به صاحبانش تحویل داده خواهد شد تا به هر شکلی که می‌خواهند حکومت کنند.
اسرائیل استقلال خود را در ۱۴ مه ۱۹۴۸، یک روز قبل از انقضای قیمومیت (زیرا ۱۵ مه روز سبت یهودیان بود) اعلام کرد. در ۱۵ مه ۱۹۴۸، ارتش مصر از جنوب به قلمرو تحت قیمومیت سابق بریتانیا حمله کرد و جنگ ۱۹۴۸ اعراب و اسرائیل آغاز کرد.

## تشکیل دولت سراسری فلسطین
یک دستور وزارتی مصر به تاریخ ۱ ژوئن ۱۹۴۸ اعلام کرد که تمام قوانینی که در طول دوره قیمومت در نوار غزه اجرا می‌شدند، همچنان لازم‌الاجرا خواهند بود. در ۸ ژوئیه ۱۹۴۸، اتحادیه عرب تصمیم گرفت یک دولت مدنی موقت در فلسطین تأسیس کند که مستقیماً در برابر اتحادیه عرب مسئول باشد. این طرح با مخالفت شدید ملک عبدالله اول، پادشاه اردن، مواجه شد و تنها حمایت نیم‌بند کمیته عالی عرب را که خود در سال ۱۹۴۵ توسط اتحادیه عرب تأسیس شده بود، دریافت کرد. دولت جدید هرگز به درستی مستقر نشد. دستور دیگری که در ۸ اوت ۱۹۴۸ صادر شد، اختیارات کمیسر عالی را به یک مدیر کل مصری واگذار کرد.
دولت مصر که به نیات ملک عبدالله و قدرت رو به رشد او در فلسطین مشکوک بود، پیشنهادی را به جلسه اتحادیه عرب که در ۶ سپتامبر ۱۹۴۸ در اسکندریه افتتاح شد، ارائه داد. این طرح، دولت موقت مدنی را که در ماه ژوئیه بر سر آن توافق شده بود، به یک دولت عربی با مرکزیت غزه برای کل فلسطین تبدیل می‌کرد. اعلام رسمی تصمیم اتحادیه عرب برای تشکیل دولت سراسری فلسطین در ۲۰ سپتامبر صادر شد. مصر در ۲۲ سپتامبر ۱۹۴۸ تشکیل دولت تحت‌الحمایه فلسطین را اعلام کرد.
دولت سراسری فلسطین تحت رهبری اسمی امین الحسینی، مفتی اورشلیم، تشکیل شد. احمد حلمی عبدالباقی نخست‌وزیر شد. کابینه حلمی عمدتاً از بستگان و پیروان امین الحسینی تشکیل شده بود، اما نمایندگانی از سایر جناح‌های طبقه حاکم فلسطین نیز در آن حضور داشتند. جمال الحسینی وزیر امور خارجه، رجا الحسینی وزیر دفاع، مایکل ابکاریوس وزیر دارایی، عونی عبدالهادی وزیر امور اجتماعی و انور نسیبه دبیر کابینه شدند. حسین الخالدی نیز عضو آن بود. در مجموع دوازده وزیر، از کشورهای مختلف عربی، برای تصدی سمت‌های جدید خود عازم غزه شدند. تصمیم به تشکیل دولت سراسری فلسطین، کمیته عالی عرب را بی‌اهمیت کرد، اما امین الحسینی همچنان به اعمال نفوذ در امور فلسطین ادامه داد.
شورای ملی سراسری فلسطین در ۳۰ سپتامبر ۱۹۴۸ به ریاست امین الحسینی در غزه تشکیل جلسه داد. شورا مجموعه‌ای از قطعنامه‌ها را تصویب کرد که در ۱ اکتبر ۱۹۴۸ با اعلام استقلال بر کل فلسطین، به پایتختی اورشلیم، به اوج خود رسید. اگرچه دولت جدید ادعای صلاحیت بر کل فلسطین را داشت، اما هیچ اداره، خدمات ملکی، پول و ارتش واقعی از خود نداشت. این کشور رسماً پرچم قیام اعراب را که از سال ۱۹۱۷ توسط ملی‌گرایان عرب استفاده می‌شد، پذیرفت و ارتش جنگ مقدس را با هدف اعلام شده آزادسازی فلسطین احیا کرد.

عبدالله تلاش برای احیای ارتش جهاد الحسینی را چالشی برای اقتدار خود دانست و در ۳ اکتبر، وزیر دفاع او دستور داد تمام گروه‌های مسلح فعال در مناطق تحت کنترل لژیون عرب منحل شوند. گلوب پاشا دستور را بی‌رحمانه و به‌طور مؤثر اجرا کرد. اثر مجموع این بود که:
«رهبری حاج امین الحسینی و کمیته عالی عرب، که از دهه ۱۹۲۰ بر صحنه سیاسی فلسطین تسلط داشت، با فاجعه ۱۹۴۸ ویران شد و به دلیل ناتوانی در جلوگیری از آن، اعتبار خود را از دست داد.» 
پس از آنکه اسرائیل در ۱۵ اکتبر ۱۹۴۸ ضدحمله‌ای را در جبهه جنوبی آغاز کرد، دولت سراسری فلسطین به سرعت توسط شش کشور از هفت عضو آن زمان اتحادیه عرب: مصر، سوریه، لبنان، عراق، عربستان سعودی و یمن به رسمیت شناخته شد، اما اردن آن را به رسمیت نشناخت. توسط هیچ کشور دیگری به رسمیت شناخته نشد.

## فعالیت‌های دولت سراسری فلسطین

### پس از اعلامیه
دولت سراسری فلسطین، علیرغم اعلامیه‌ها و اهداف والای خود، عموماً ناکارآمد بود. اعراب فلسطینی و جهان عرب به‌طور کلی، از سرعت و وسعت پیروزی‌های اسرائیل و عملکرد ضعیف ارتش‌های عربی شوکه شدند. این امر، همراه با طرح‌های توسعه‌طلبانه ملک عبدالله، رهبری اعراب فلسطین را دچار آشفتگی کرد.
تصمیم به تشکیل دولت تمام فلسطین در غزه و تلاش ضعیف برای ایجاد نیروهای مسلح تحت کنترل آن، به اعضای اتحادیه عرب این امکان را داد که از مسئولیت مستقیم در ادامه جنگ شانه خالی کنند و ارتش‌های خود را از فلسطین خارج کنند و تا حدودی در برابر اعتراضات مردمی از خود محافظت کنند. آینده بلندمدت دولت عربی فلسطین هرچه که باشد، هدف فوری آن، آنطور که حامیان مصری‌اش تصور می‌کردند، ایجاد نقطه کانونی مخالفت با عبدالله و ابزاری برای خنثی کردن جاه‌طلبی او برای فدرال کردن مناطق عربی با «ماوراء اردن» بود. 

### سال‌های اول
جنگ اعراب و اسرائیل در سال ۱۹۴۸ با توافقنامه آتش‌بس اسرائیل و مصر در ۲۴ فوریه ۱۹۴۹ که مرزهای نوار غزه را تعیین می‌کرد، به پایان رسید. دولت فلسطین نه طرف این توافق بود و نه در مذاکرات آن نقشی داشت. نوار غزه تنها منطقه از قلمرو سابق تحت قیمومیت بریتانیا بود که تحت کنترل اسمی دولت سراسری فلسطین قرار داشت. بقیه سرزمین‌های تحت قیمومیت بریتانیا یا بخشی از اسرائیل شد یا کرانه باختری رود اردن، که توسط ماورای اردن ضمیمه شده بود (اقدامی که از نظر بین‌المللی به رسمیت شناخته نشد). در واقع، نوار غزه تحت اداره مصر بود، هرچند مصر هرگز ادعایی نسبت به هیچ‌یک از سرزمین‌های فلسطینی نداشت یا آن را ضمیمه خاک خود نکرد. مصر به فلسطینی‌ها شهروندی ارائه نداد.

### تحت سیاست‌های ناصر
پس از انقلاب مصر در سال ۱۹۵۲ و به قدرت رسیدن جمال عبدالناصر، حمایت مصر از پان‌عربیسم و آرمان فلسطین افزایش یافته است. با این حال، قانون جدید به‌طور فزاینده‌ای در جهت تضعیف خودمختاری فلسطین عمل کرد. در سال ۱۹۵۲، اتحادیه عرب، فلسطین را رسماً تحت نظارت مصر قرار داد. در سال ۱۹۵۳، دولت سراسری فلسطین رسماً منحل شد، به جز سمت نخست‌وزیری حلمی که به نمایندگی از فلسطین در جلسات اتحادیه عرب شرکت می‌کرد.
در جریان جنگ سوئز در سال ۱۹۵۶، اسرائیل به نوار غزه و شبه جزیره سینای مصر حمله کرد. اسرائیل سرانجام از سرزمین‌هایی که اشغال کرده بود عقب‌نشینی کرد و دولت سراسری فلسطین همچنان حاکمیت رسمی خود را در غزه حفظ کرد.
در سال ۱۹۵۷، قانون اساسی غزه یک شورای قانونگذاری تأسیس کرد که می‌توانست قوانینی را تصویب کند که برای تأیید به مدیر کل عالی ارائه می‌شدند.

### انحلال
اوضاع پس از اتحاد مصر و سوریه در سال ۱۹۵۸ و تشکیل جمهوری متحد عربی، دوباره تغییر کرد. در ژوئن ۱۹۵۹، جمال عبدالناصر رسماً با صدور فرمانی دولت سراسری فلسطین را لغو کرد، با این استدلال که دولت سراسری فلسطین در پیشبرد آرمان فلسطین شکست خورده است. علاوه بر این، ناصر قصد خود را برای تشکیل یک دولت جدید فلسطینی که برای «آزادسازی تمام فلسطین» مبارزه کند، اعلام کرد. این طرح با مخالفت دولت اردن که در آن زمان کرانه باختری را تحت کنترل خود داشت، مواجه شد. در آن زمان، امین الحسینی از مصر به لبنان نقل مکان کرد و نوار غزه مستقیماً توسط مصر اداره شد. در مارس ۱۹۶۲، دولت مصر قانون اساسی نوار غزه را صادر کرد و یک شورای قانونگذاری جدید تأسیس نمود. اداره مصر و همچنین عملکرد آن شورای قانونگذاری در ژوئن ۱۹۶۷، زمانی که نوار غزه در جنگ شش‌روزه توسط اسرائیل تصرف شد، به پایان رسید.